# Svetlana Pospelova
Pour les articles homonymes, voir Pospelova.
Svetlana Mikhaïlovna Pospelova (en russe : Светлана Михайловна Поспелова), née le 24 décembre 1979 à Leningrad, est une athlète russe spécialiste du sprint et du 400 m.

## Palmarès

### Jeux olympiques
- Jeux olympiques de 2000 à Sydney ( Australie)
  - Éliminée en série sur 400 m (4e en 53 s 34)

### Championnats du monde d'athlétisme
- Championnats du monde d'athlétisme de 2003 à Paris ( France)
  - 8e sur 400 m
- Championnats du monde d'athlétisme de 2005 à Helsinki ( Finlande)
  - 4e sur 400 m
  -  Médaille d'or en relais 4 × 400 m

### Championnats du monde d'athlétisme en salle
- Championnats du monde d'athlétisme en salle de 2010 à Doha ( Qatar)
  -  Médaille d'argent en relais 4 × 400 m

### Championnats d'Europe d'athlétisme en salle
- Championnats d'Europe d'athlétisme en salle de 2000 à Gand ( Belgique)
  -  Médaille d'or sur 400 m
  -  Médaille d'or sur 4 × 400 m
- Championnats d'Europe d'athlétisme en salle de 2005 à Madrid ( Espagne)
  -  Médaille d'or sur 400 m
  -  Médaille d'or sur 4 × 400 m